# Giro del Belgio 1951
Il Giro del Belgio 1951, trentacinquesima edizione della corsa, si svolse in cinque tappe tra il 16 e il 20 maggio 1950, per un percorso totale di 1 252 km e fu vinto dal belga Lucien Mathys.

## Tappe
| Tappa  | Data      | Percorso                 | km    | Vincitore di tappa | Leader cl. generale |
| ------ | --------- | ------------------------ | ----- | ------------------ | ------------------- |
| 1ª     | 16 maggio | Bruxelles > Blankenberge | 248   | Lucien Mathys      |                     |
| 2ª     | 17 maggio | Blankenberge > Charleroi | 248   | André Rosseel      |                     |
| 3ª     | 18 maggio | Charleroi > Virton       | 267   | Pino Cerami        |                     |
| 4ª     | 19 maggio | Virton > Liegi           | 250   | Hilaire Couvreur   |                     |
| 5ª     | 20 maggio | Liegi > Bruxelles        | 239   | Lucien Mathys      | Lucien Mathys       |
| Totale | Totale    | Totale                   | 1 252 |                    |                     |

## Dettagli delle tappe

### 1ª tappa
- 16 maggio: Bruxelles > Blankenberge – 248 km

Risultati
| Pos. | Corridore     | Squadra      | Tempo    |
| ---- | ------------- | ------------ | -------- |
| 1    | Lucien Mathys | Groene Leeuw | 7h03'51" |
| 2    | André Rosseel | Terrot       | s.t.     |
| 3    | Pino Cerami   | Peugeot      | s.t.     |

### 2ª tappa
- 17 maggio: Blankenberge > Charleroi – 248 km

Risultati
| Pos. | Corridore       | Squadra      | Tempo    |
| ---- | --------------- | ------------ | -------- |
| 1    | André Rosseel   | Terrot       | 6h45'52" |
| 2    | Lucien Mathys   | Groene Leeuw | s.t.     |
| 3    | Gilbert Caupain | Groene Leeuw | s.t.     |

### 3ª tappa
- 18 maggio: Charleroi > Virton – 267 km

Risultati
| Pos. | Corridore       | Squadra       | Tempo    |
| ---- | --------------- | ------------- | -------- |
| 1    | Pino Cerami     | Peugeot       | 7h46'49" |
| 2    | Valère Ollivier | Bertin-Wolber | a 1"     |
| 3    | Maurice Mollin  | Mercier       | s.t.     |

### 4ª tappa
- 19 maggio: Virton > Liegi – 250 km

Risultati
| Pos. | Corridore        | Squadra | Tempo    |
| ---- | ---------------- | ------- | -------- |
| 1    | Hilaire Couvreur | Terrot  | 7h14'26" |
| 2    | Jozef Verhaert   | Mercier | a 3'54"  |
| 3    | Karel De Baere   | Mercier | s.t.     |

### 5ª tappa
- 20 maggio: Liegi > Bruxelles – 239 km

Risultati
| Pos. | Corridore     | Squadra | Tempo    |
| ---- | ------------- | ------- | -------- |
| 1    | Pino Cerami   | Peugeot | 6h29'00" |
| 2    | Lode Anthonis | Terrot  | a 2"     |
| 3    | Stan Ockers   | Terrot  | s.t.     |

## Classifiche finali

### Classifica generale
| Pos. | Corridore        | Squadra      | Tempo     |
| ---- | ---------------- | ------------ | --------- |
| 1    | Lucien Mathys    | Groene Leeuw | 35h25'03" |
| 2    | Marcel De Mulder | Groene Leeuw | a 28"     |
| 3    | Omer Brakevelt   | Terrot       | s.t.      |
| 4    | Roger Desmet     | Terrot       | a 34"     |
| 5    | Hilaire Couvreur | Terrot       | a 1'52"   |
| 6    | André Rosseel    | Terrot       | a 2'23"   |
| 7    | Pino Cerami      | Peugeot      | a 4'21"   |
| 8    | Jozef De Feyter  | Terrot       | a 4'33"   |
| 9    | Karel De Baere   | Mercier      | a 4'38"   |
| 10   | Roger De Corte   | Garin-Wolber | a 5'48"   |